# غريفيث
غريفيث هي مدينة، تتبع نيوساوث ويلز، ومدينة غريفيث، هي عاصمة مدينة غريفيث، بلغ عدد سكانها 18٬196  نسمة، في 2016، رمزها البريدي هو 2680.

## المناخ
يظهر الجدول التالي التغييرات المناخية على مدار السنة لغريفيث:
| البيانات المناخية لـغريفيث        | البيانات المناخية لـغريفيث | البيانات المناخية لـغريفيث | البيانات المناخية لـغريفيث | البيانات المناخية لـغريفيث | البيانات المناخية لـغريفيث | البيانات المناخية لـغريفيث | البيانات المناخية لـغريفيث | البيانات المناخية لـغريفيث | البيانات المناخية لـغريفيث | البيانات المناخية لـغريفيث | البيانات المناخية لـغريفيث | البيانات المناخية لـغريفيث | البيانات المناخية لـغريفيث |
| الشهر                             | يناير                      | فبراير                     | مارس                       | أبريل                      | مايو                       | يونيو                      | يوليو                      | أغسطس                      | سبتمبر                     | أكتوبر                     | نوفمبر                     | ديسمبر                     | المعدل السنوي              |
| --------------------------------- | -------------------------- | -------------------------- | -------------------------- | -------------------------- | -------------------------- | -------------------------- | -------------------------- | -------------------------- | -------------------------- | -------------------------- | -------------------------- | -------------------------- | -------------------------- |
| الدرجة القصوى °م (°ف)             | 46.4 (115.5)               | 45.8 (114.4)               | 42.0 (107.6)               | 38.3 (100.9)               | 29.8 (85.6)                | 25.0 (77.0)                | 23.6 (74.5)                | 30.0 (86.0)                | 38.2 (100.8)               | 39.2 (102.6)               | 43.0 (109.4)               | 44.0 (111.2)               | 46.4 (115.5)               |
| متوسط درجة الحرارة الكبرى °م (°ف) | 33.2 (91.8)                | 32.4 (90.3)                | 28.9 (84.0)                | 24.1 (75.4)                | 19.3 (66.7)                | 15.5 (59.9)                | 14.6 (58.3)                | 16.5 (61.7)                | 20.0 (68.0)                | 24.2 (75.6)                | 28.2 (82.8)                | 31.0 (87.8)                | 24.0 (75.2)                |
| متوسط درجة الحرارة الصغرى °م (°ف) | 17.3 (63.1)                | 17.5 (63.5)                | 14.3 (57.7)                | 10.2 (50.4)                | 7.1 (44.8)                 | 4.5 (40.1)                 | 3.5 (38.3)                 | 3.8 (38.8)                 | 5.8 (42.4)                 | 9.1 (48.4)                 | 12.8 (55.0)                | 15.4 (59.7)                | 10.1 (50.2)                |
| أدنى درجة حرارة °م (°ف)           | 6.8 (44.2)                 | 6.6 (43.9)                 | 4.2 (39.6)                 | 0.0 (32.0)                 | −2.0 (28.4)                | −4.0 (24.8)                | −5.9 (21.4)                | −4.8 (23.4)                | −2.2 (28.0)                | 0.4 (32.7)                 | 1.8 (35.2)                 | 4.2 (39.6)                 | −5.9 (21.4)                |
| الهطول مم (إنش)                   | 33.3 (1.31)                | 28.3 (1.11)                | 35.2 (1.39)                | 27.1 (1.07)                | 35.1 (1.38)                | 35.3 (1.39)                | 33.5 (1.32)                | 35.2 (1.39)                | 33.0 (1.30)                | 38.5 (1.52)                | 34.0 (1.34)                | 33.7 (1.33)                | 397.6 (15.65)              |
| متوسط أيام هطول الأمطار           | 4.6                        | 4.0                        | 4.2                        | 4.7                        | 6.6                        | 8.0                        | 10.0                       | 8.9                        | 7.3                        | 6.4                        | 5.6                        | 5.0                        | 75.3                       |
| Average afternoon رطوبة نسبية (%) | 28                         | 34                         | 37                         | 41                         | 53                         | 63                         | 62                         | 54                         | 47                         | 37                         | 35                         | 31                         | 44                         |
| المصدر:                           |                            |                            |                            |                            |                            |                            |                            |                            |                            |                            |                            |                            |                            |

## مدن توأم
المدن التوأم:
- هاربن.

## أعلام
- فيليب نويس
- توم روغيتش
- ايفون جولاجونج كولي
- ديه تيسون
- غاري واربورتون